# Jakub Wierzchowski
Jakub Wierzchowski, né le 15 avril 1977 à Lublin (Pologne), est un footballeur polonais qui évoluait au poste de gardien de but. Au cours de sa carrière au KS Lublinianka, au GKS Bogdanka, au Wisła Cracovie, au Ruch Chorzów, au Werder Brême, au Wisła Płock, au Zagłębie Sosnowiec et au GKS Bogdanka ainsi qu'en équipe de Pologne.
Wierzchowski obtient deux sélections avec l'équipe de Pologne entre 2000 et 2002.

## Carrière
- 1994-1997 : KS Lublinianka
- 1997-1998 : Górnik Łęczna
- 1998-1999 : Wisła Cracovie
- 1999-2001 : Ruch Chorzów
- 2001-2003 : Werder Brême
- 2003-2006 : Wisła Płock
- 2006-2007 : Zagłębie Sosnowiec
- 2007-2008 : Polonia Bytom
- 2008-2012 : GKS Bogdanka  [2]

## Palmarès

### En équipe nationale
- 2 sélections et 0 but avec l'équipe de Pologne entre 2000 et 2002.

### Avec le Wisla Cracovie
- Vainqueur du championnat de Pologne de football en 1999.